# 詹冰
詹冰（1921年7月8日—2004年3月25日），本名詹益川，早期曾使用綠炎作為筆名。苗栗縣卓蘭鎮人。除了會寫詩，還創作小說、散文、歌詞和戲劇。為臺灣「跨越語言的一代」的現代詩人，為笠詩社創辦人之一，著有詩集《綠血球》、《實驗室》、《詹冰詩選集》等。

## 生平
詹冰於1921年生於苗栗縣卓蘭鎮（當時屬新竹州大湖郡卓蘭庄），為當地的客家人，詹冰的祖父和父親曾分別擔任過鎮長(庄長)和里長(保長)，因此家境還算優渥，並在童年時期開始了文學啟蒙。1935年，詹冰就讀於台中一中（時為臺中州立臺中第一中學校），1942年赴日就讀東京明治藥專，並在取得藥師資格後返台，在卓蘭當地開設藥局，後來又因其藥學專業，被聘請到中學擔任理化老師。
詹冰在台中一中求學期間，他便已嘗試用日文寫詩並數度獲獎，1942年與林亨泰、張彥勳、蕭金堆等發起組織「銀鈴會」，並創辦《緣草》詩刊。1945年中華民國接管臺灣，日文遭到禁止，而1949年國府遷台，國內情勢趨於緊張，台灣省主席兼警備司令陳誠發布戒嚴令，「銀鈴會」被迫解散，詹冰也大约经历了十年左右的銜接期，才開始改採用中文寫詩。1964年，詹冰與錦連、陳千武、林亨泰等人創立笠詩社，並發行《笠詩刊》，並於1965年出版第一本詩集《綠血球》。60年代中後期到80年代，詹冰的詩風有了不少的變化，從過去的前衛風格轉為用句平實，另外，詹冰也創作了多首結合文字與圖像的圖象詩。1989年詹冰從俳句獲得靈感，開始創作一行共十個字分三四三小節的「十字詩」。1990年8月，詹冰發表〈十字詩論〉，這是第一篇提倡融合俳句與現代詩另創新體的文章，為日後自由句在臺灣的發展開啟先河。
詹冰除了作詩外，亦有創作小說、散文、歌詞和戲劇，最早的一部劇本為《日月潭的故事》。後來與作曲家郭芝苑合作了輕歌劇《牛郎織女》、《許仙與白娘娘》，而郭芝苑於1953年完成的著名藝術歌曲「紅薔薇」，亦是由詹冰作詞。
詹冰於2004年3月25日(民國九十三年)病逝，享壽83歲。

## 家族
現任立法院副院長蔡其昌為其外孫，蔡其昌之母為其之二女兒。

## 外部連結
- 詹冰《綠血球》自然書寫的視域與美學 （页面存档备份，存于）
- 台灣作家作品目錄資料庫——詹冰 （页面存档备份，存于）
- 客籍文學巨擘《詹冰全集》今發表 卓榮泰：將持續推廣文學閱讀